# Amylostereum
Amylostereum é o único gênero na família de fungos Amylostereaceae. O gênero é atualmente composto por quatro espécies saprotróficas e parasitárias, que vivem na madeira viva ou morta.